# مارتين كالديرون (لاعب كرة قدم)
مارتين كالديرون (بالإسبانية: Martín Calderón)‏ هو لاعب كرة قدم إسباني، ولد في 1 مارس 1999 في شريش في إسبانيا.

## وصلات خارجية
- مارتين كالديرون (لاعب كرة قدم) على موقع الاتحاد الأوربي (الإنجليزية)
- مارتين كالديرون (لاعب كرة قدم) على موقع قاعدة بيانات كرة القدم.إي يو (الإنجليزية)
- مارتين كالديرون (لاعب كرة قدم) على موقع Soccerway.com (الإنجليزية)